# Joaquín Pardo de Tavera
Joaquín Pardo de Tavera y Gómez (Cavite, 18 settembre 1829 – Parigi, 19 marzo 1884) è stato un attivista filippino.
Sostenitore della causa filippina nel XIX secolo, divenne noto per la sua partecipazione agli eventi che portarono all'ammutinamento di Cavite nel 1872. A seguito di ciò fu esiliato per 6 anni nelle Isole Marianne a causa delle sue ideologie favorevoli al trio del Gomburza.

## Biografia
Joaquín Pardo de Tavera nacque a San Roque, Cavite, il 19 settembre 1829 da Julián Pardo de Tavera (1795–...) e Juana Maria Gomez. Entrambi i suoi genitori erano di origine spagnola. Il padre era membro di una famiglia agiata proveniente da Toledo. Oltre a Joaquín, dalla coppia nacquero Carmen e Félix Pardo de Tavera (padre di Trinidad Pardo De Tavera).
Frequentò il Collegio di San Juan de Letran e l'Università di Santo Tomás, dove studiò giurisprudenza. Tra i suoi professori vi furono Jose M. Jugo e Don Francisco de Marcaida. Ricevette la sua licenza di lavoro il 27 agosto 1857.
Il 21 gennaio 1872 fu arrestato assieme a Jose Maria Basa, Antonio Maria Regidor, Crisanto de los Reyes e i frati José Burgos, Jacinto Zamora, Mariano Gómez.
Assieme alla moglie lasciò le Filippine per recarsi a Parigi: non avrebbe mai più fatto ritorno nella sua terra d'origine. A Parigi visse con il nipote Trinidad Pardo De Tavera e Juliana Gorricho.
Ebbe tre figli: Eloisa, sposatasi con Daniel Earnshaw; Beatrice, sposatasi con Manuel de Yriarte; Joaquin Jr., il quale fu uno dei fondatori del National Bureau of Investigation.
Joaquin Pardo de Tavera morì nella capitale francese il 19 marzo 1884. Fu sepolto al cimitero di Père-Lachaise.